# نقد الشيعة الاثني عشرية
يعود تاريخ انتقادات الشيعة الاثني عشرية إلى الخلاف الأولي بين الطائفتين الرئيستين في الإسلام، السنة والشيعة. إن مسألة خلافة الرسول محمد، وطبيعة الإمامة، ووضع الإمام الشيعي الثاني عشر، وغيرها من المجالات التي يختلف فيها المذهب الشيعي عن المذهب السني، انتقدها العلماء السنة، رغم عدم وجود خلاف بينهما على مرجعية القرآن ومحمد، والعديد من المسائل الفقهية واللاهوتية والطقوس. انتقد المفسرون الشيعة مثل موسى الموسوي وعلي شريعتي أنفسهم، وذلك في محاولة منهم لإصلاح العقيدة، حول الممارسات والمعتقدات التي أصبحت سائدة في المجتمع الشيعي.

## تبجيل الصورة

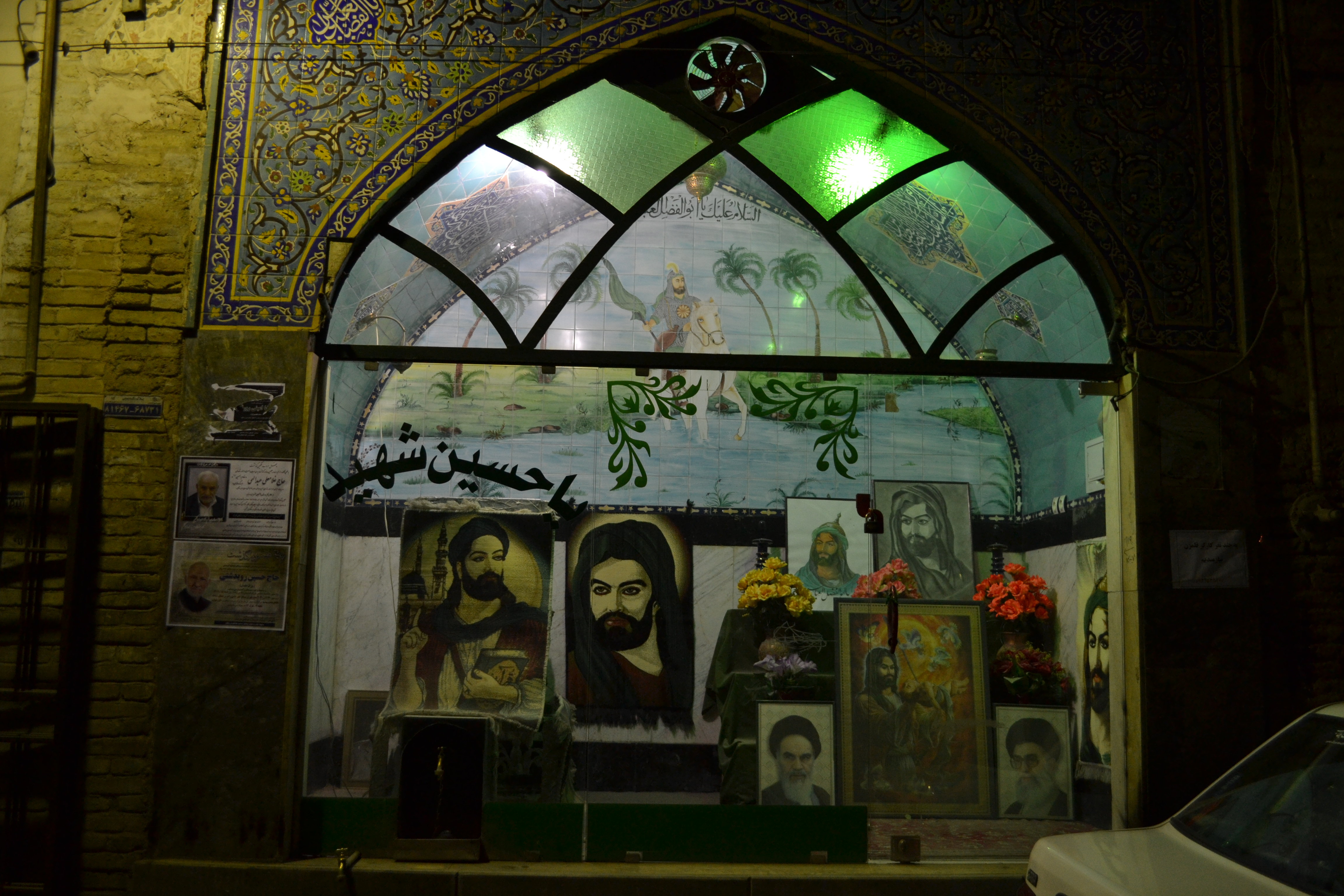
تصويرات شائعة لبعض الأئمة

ينتقد السنة بصورة خاصة «حب الصور المرئية الواضح في التعبّدية الشيعية الشعبية»، ويستشهدون بانتظام بهذه السمة (يشار إليها غالبًا باسم «الأيقونية الشيعية») باعتبارها دليلًا على الانحراف الشيعي أو البدعة.
أصدر السيستاني للنجف في العراق فتوى يعلن فيها تصوير الأنبياء والشخصيات المقدسة الأخرى جائزًا إن تم ذلك بأقصى درجات الاحترام.

## الغيبة
وفقًا للإسلام الشيعي الاثني عشري، غاب محمد المهدي الإمام الثاني عشر الأخير في عام 873، الذي يُعتبر أيضًا بالنسبة للشيعة الاثني عشرية مُخلّص الإسلام الموعود والمعروف باسم المهدي، ولكن هذا الاعتقاد موضع انتقاد لعلماء السنة منذ فترة طويلة الذين «كثيرًا ما يتكهنون بأن الإمام الثاني عشر لم يكن موجودًا قط، وبأنه كان أسطورة تهدف إلى إبقاء القضية الشيعية على قيد الحياة». في الوقت نفسه، شكك العلماء الغربيون أيضًا في وجود الإمام المستتر. وفقًا لروبرت غليف، فإن غيبة الإمام الثاني عشر «أصبحت مذهبًا حنيفًا لاحقًا» بعد أن فشلت جميع النظريات المتنافسة التي سعت إلى شرح الخلافة بعد الإمام الحادي عشر الذي لم يملك أطفالًا في أن «تبدو مقنعة». وفقًا لبرنارد لويس، فإن غيبته وعودته اللاحقة أصبحت سمة مميزة للعقيدة الشيعية بعد «قمع العديد من الانتفاضات واختفاء قادتهم»؛ إذ يختفي القائد و«يقول أتباعه إنه لم يمت؛ لقد غاب». مع كل زعيم جديد «اختفى ولم يعد»، «دُعم» هذا الاعتقاد وأصبح أكثر تفصيلًا و«جوهريةً» باعتباره «سمة من سمات المذهب الشيعي».
يعتقد بعض علماء أهل السنة أن محمد بن الحسن العسكري مات وهو صغير.
لكن وفقًا لما ذكره ولفرد مادلنج في دائرة المعارف الإسلامية، فإن عقيدة الغياب كانت موثقة جيدًا من قبل تقاليد الأئمة قبل غيبة الإمام الثاني عشر الذي اعتبرته غالبية الإمامية المهدي بعد وفاة الإمام الحادي عشر. ومثالًا على ذلك، يذكر أن «النمط كان قد بدأ بالفعل في ما يتعلق بمحمد بن الحنفية، الذي رفضت فرقة الكيسانية وفاته. اعتقدوا أنه كان مختبئًا في جبال رضوى وسيعود ليحكم العالم. نشأت معتقدات مماثلة حول ابن محمد بن الحنفية أبو هاشم». بالإضافة إلى ذلك، يذكر مادلنج أسماء العديد من العلماء السنة الذين لديهم معتقدات مماثلة. في الحديث الذي يتفق عليه الشيعة والسنة في صحته، قال الرسول محمد: «لو لم يبق من الدنيا إلا يوم واحد لطوّل الله عزّ وجلّ ذلك اليوم حتى يبعث فيه رجلًا من عترتي من أهل بيتي، اسمه من اسمي، فيملأ به الأرض قسطًا وعدلًا بعدما مُلئت ظلمًا وجورًا». ولكن، لا يعتقد أهل السنة محمد بن الحسن العسكري هو المهدي الموعود. يدعي الشيعة أن المناسبة الوحيدة الممكنة التي يقال إن ابن الإمام الحادي عشر قد ظهر فيها علنًا كانت وقت وفاته، ولم يُشاهَد بعد ذلك الحين طفلًا مرةً أخرى. يقول الشيعة إن ولادته، مثل حالة النبي موسى، كانت مخفية بسبب صعوبات العصر، وبسبب الاعتقاد أنه كان المهدي الموعود، فإن الخلفاء في ذلك الوقت قرروا بالتأكيد وضع حد للإمامة عند الشيعة نهائيًا.

## الأصولية مقابل الإخبارية
ناقش فرعا الاثني عشرية الإخبارية والأصولية على مدى قرون تفسير النصوص الدينية ومسؤوليات علماء الاثني عشرية في غياب الإمام الثاني عشر. بلغ الخلاف الذروة خلال النصف الأخير من القرن الثامن عشر بالقمع العنيف للإخبارية، وخاصةً تحت توجيهات الباحث الأصولي محمد باقر البهبهاني.
من ناحية، ترفض المدرسة الإخبارية (أقلية صغيرة في الوقت الحاضر) استخدام المنطق في استنباط القوانين والأحكام الدينية. يعتقدون أن القرآن والسنة (تقاليد الرسول محمد والأئمة) توفر جميع القوانين اللازمة لأتباعهم، وهذا الاستخدام للمنطق معرض للأخطاء بسبب العلماء غير المعصومين عن الخطأ في غياب الإمام معصوم. ينتقدون أيضًا ما يرون أنه تجاوزات لعلماء الاثني عشرية، وذلك في إعطاء أنفسهم تدريجيًا سلطات الإمام المختفي ومسؤولياته. ذكر بعض أتباع الإخبارية اعتقادهم أن تفسيرهم لهذا، من بين التفسيرات أخرى، كان نتيجة للجشع من علماء الأصولية في السلطة والثروة على عامة الشعب.
من ناحية أخرى، ينتقد الأصوليون قسوة أتباع الإخبارية، وتعصبهم، وتفسيرهم للنصوص الدينية، وتولي الكثير من أدوار الإمام الثاني عشر وفقًا لمتطلبات المجتمع الاثني عشري المتطورة بصورة طبيعية.

## نكاح المتعة
نكاح المتعة (زواج المتعة) هو زواج محدد المدة ممارس في المذهب الشيعي الاثني عشري. تُحدد مدة هذا النوع من الزواج في بدايته، ثم يُبطل تلقائيًا عند انتهاء فترته المحددة. لهذا السبب، انتُقد نكاح المتعة على نطاق واسع باعتباره غطاء ديني وتشريعًا للدعارة. انتقد المبشر المسيحي توماس باتريك هيوز نكاح المتعة لأنه سمح باستمرار «إحدى الممارسات البغيضة في شبه الجزيرة العربية القديمة». وصفه غالبية العلماء السنة والكتاب الغربيين بالدعارة. كتب جولي بارشل، وزينو باران، وإيلينا أندريفا، أن هذا النوع من الزواج دعارة. وفقًا لشهلا حائري، فإن الطبقة الوسطى نفسها في إيران تعتبرها دعارة مُنحت الغطاء الديني من قبل السلطات الأصولية.
كان نكاح المتعة يُمارس في عهد الرسول محمد وأبي بكر، ولكن حظره عمر بن الخطاب. لذلك، يُحظر ممارسته بين السنة، لكن الشيعة يعتبرون حجة عمر غير صالحة من الناحية القانونية والدينية، لشرعيته في القرآن. اعترض الشيعة بصورة منهجية على النقد بأنه غطاء للدعارة، وهم يجادلون بأن مبرراتهم في ما يتعلق بالتفرد القانوني للزواج المؤقت، الأمر الذي يميز نكاح المتعة عقائديًا عن الدعارة. يُعتبر الأطفال المولودين من زيجات مؤقتة شرعيين، ويتمتعون قانونيًا بنفس حقوق إخوتهم من مواليد الزيجات الدائمة، ويرثون من كلا الوالدين. يجب على المرأة مراقبة فترة الامتناع عن الزواج (العدة) للسماح بتحديد هوية والد الطفل الشرعي، ولا يمكن أن تتزوج المرأة إلا شخصًا واحدًا في كل مرة، سواء كانت الزيجة مؤقتة أو دائمة. ينظر بعض العلماء الشيعة أيضًا إلى نكاح المتعة على أنه وسيلة للقضاء على الدعارة في المجتمع.